# Blajšnica (potok)
Blajšnica je gorski potok, ki izvira v okolici prevala Bistriške planine v Karavankah in se v Bistrici pri Tržiču kot desni pritok izliva v Tržiško Bistrico.